# Diego Matías Rodríguez
Diego Matías Rodríguez (Mar del Plata, 25 de junio de 1989), conocido como el Ruso Rodríguez, es un futbolista argentino. Juega de arquero en Argentinos Juniors, de la Primera División de Argentina.

## Trayectoria
Debutó en Independiente en el Torneo de verano de 2010, cuando Hilario Navarro sufrió una lesión.
El 16 de junio de 2011, durante una práctica, Hilario Navarro volvió a lesionarse y, como Fabian Assmann y Adrián Gabbarini, los otros arqueros del equipo, también estaban lesionados, pasó a ser el titular en el partido frente a Huracán.
Volvió a ser titular el 11 de marzo de 2012 en la victoria de visitante en La Bombonera contra Boca Juniors por 5 a 4, ya que el DT interino Cristian Díaz había decidido apostar por varios juveniles de la Reserva de Independiente a quienes conociá bien ya que él mismo había sido anteriormente DT de La Piponeta. Pese a recibir una calificación baja por ese partido de parte de los medios, el entrenador lo respaldó diciendo que era de sus primeros partidos en Primera División. Se presentó nuevamente en la siguiente fecha, en la victoria 2 a 0 contra el Club Atlético Belgrano.
Sin embargo, en la siguiente fecha Independiente perdió 3 a 0 contra Colón y Christian Díaz comenzó a recibir presiones para reemplazar al arquero (que había recibido 9 goles en 4 partidos) por cualquiera de los otros tres (Assmann, Gabbarini y Navarro) por su mayor experiencia y seguridad al haber sido titulares cada uno en su momento. Es así que ante estas presiones, para la siguiente fecha Rodríguez fue reemplazado por Gabbarini en la victoria ante Atlético Rafaela por 2 a 0. En el Torneo Inicial 2012, debido a nuevas lesiones de Fabián Assmann y Adrán Gabbarini y un mal rendimiento mostrado al principio por Hilario Navarro, Rodríguez ocupó el puesto titular de arquero en Independiente, y con base en buenas actuaciones se consolidó en el arco con Américo Gallego al mando. En el siguiente torneo fue el arquero titular del inolvidable equipo  del trece. Pero Gallego se iría de Independiente, reemplazado por Miguel Ángel Brindisi en el banco, pero Rodríguez siguió manteniendo el puesto de arquero titular en el conjunto de Avellaneda.
Luego del descenso de Independiente en 2013, empezó relegado nuevamente la temporada por Fabián Assmann, pero como el rendimiento de este fue cuestionado tuvo nuevamente la posibilidad de atajar. Debido a sus buenos rendimientos en el arco, se consolidó como uno de los mejores arqueros de la categoría, llegando a obtener el récord en la divisional y de Independiente en el profesionalismo con 819 minutos sin recibir goles. El 15 de marzo de 2014 convirtió su primer gol, de penal, contra Banfield. Unos partidos más tarde marcó su segundo gol, también de penal, para la victoria de su equipo 3-2 contra Sportivo Belgrano.
Marcó su primer gol en la Primera División el 13 de septiembre de 2014, cuando de penal convirtió el empate de Independiente frente a Quilmes y minutos después de la misma manera marcó su segundo gol en la categoría. El 18 de octubre de 2014 marcó su tercer gol en Primera y quinto con la camiseta de Independiente, de penal, en un partido correspondiente a la fecha 10 contra San Lorenzo, el partido terminaría 2-1 a favor del "Rojo". El 14 de febrero de 2015, en la primera fecha del campeonato de Primera División, marcó su sexto gol con la camiseta roja, nuevamente de penal en la victoria de independiente 3-2 a Newell's Old Boys. Ese mismo torneo volvió a marcar, pero ya en la segunda ronda, en la victoria de su equipo por 3-0 frente a River Plate en el partido correspondiente a la fecha 27. A la siguiente fecha marcó nuevamente de penal para la victoria de su equipo por 4-0 contra Crucero del Norte, para así estirar su racha a ocho goles convertidos con la camiseta de Club Atlético Independiente.
Tras desarrollar la mayor parte de su carrera en Independiente, pasó por Rosario Central y vivió una experiencia en Japón, con el JEF United Chiba.
Durante la temporada 2019-20, jugó como cedido en Central Córdoba (SdE), siendo subcampeón de la Copa Argentina.
El 5 de octubre de 2020 firmó por el Elche Club de Fútbol de España. En el conjunto ilicitano se reencontraría con el técnico Jorge Almirón, quien le tuvo en Independiente de Avellaneda en la temporada 2014-15.

## Selección juvenil
Disputó el Campeonato Sudamericano Sub-20 de 2009 con la selección argentina. Comenzó siendo suplente de Luis Alberto Ojeda, pero desde el tercer partido fue el arquero titular del equipo.

### Participaciones con la selección
| Torneo                                 | Sede      | Resultado    |
| -------------------------------------- | --------- | ------------ |
| Campeonato Sudamericano Sub-20 de 2009 | Venezuela | Sexto puesto |

| Selección                  | Año   | Amistoso | Amistoso | Copa América | Copa América | Eliminatorias | Eliminatorias | Copa Mundial | Copa Mundial | JJ. OO. | JJ. OO. | Total | Total |
| Selección                  | Año   | PJ       | GR       | PJ           | GR           | PJ            | GR            | PJ           | GR           | PJ      | GR      | PJ    | GR    |
| -------------------------- | ----- | -------- | -------- | ------------ | ------------ | ------------- | ------------- | ------------ | ------------ | ------- | ------- | ----- | ----- |
| Argentina Sub-20 Argentina | 2009  | 0        | -0       | 7            | -11          | -             | -             | -            | -            | -       | -       | 7     | -11   |
| Argentina Sub-20 Argentina | Total | 0        | -0       | 7            | -11          | -             | -             | -            | -            | -       | -       | 7     | -11   |

## Clubes
| Club                  | País      | Año       |
| --------------------- | --------- | --------- |
| Independiente         | Argentina | 2011-2016 |
| Rosario Central       | Argentina | 2016-2017 |
| JEF United            | Japón     | 2018      |
| Defensa y Justicia    | Argentina | 2019      |
| Central Córdoba (SdE) | Argentina | 2019-2020 |
| Elche                 | España    | 2020      |
| Panetolikos           | Grecia    | 2021      |
| Godoy Cruz            | Argentina | 2022-2023 |
| Argentinos Juniors    | Argentina | 2024-     |

## Estadísticas

### Clubes
- Actualizado al 22 de noviembre de 2021.

| Club | Div.                | Temporada           | Liga  | Liga  | Copas nacionales(1) | Copas nacionales(1) | Torneos internacionales(2) | Torneos internacionales(2) | Total | Total | Media goleadora(3) |
| Club | Div.                | Temporada           | Part. | Goles | Part.               | Goles               | Part.                      | Goles                      | Part. | Goles | Media goleadora(3) |
| --- | ------------------- | ------------------- | ----- | ----- | ------------------- | ------------------- | -------------------------- | -------------------------- | ----- | ----- | ------------------ |
| Independiente Argentina | 1.ª                 | 2010-11             | 1     | 0     | -                   | -                   | 0                          | 0                          | 1     | 0     | 0,00               |
| Independiente Argentina | 1.ª                 | 2011-12             | 3     | 0     | 1                   | 0                   | 0                          | 0                          | 4     | 0     | 0,00               |
| Independiente Argentina | 1.ª                 | 2012-13             | 20    | 0     | 0                   | 0                   | 3                          | 0                          | 23    | 0     | 0,00               |
| Independiente Argentina | 2.ª                 | 2013-14             | 40    | 2     | 2                   | 0                   | -                          | -                          | 42    | 2     | 0,04               |
| Independiente Argentina | 1.ª                 | 2014                | 19    | 3     | 2                   | 0                   | -                          | -                          | 21    | 3     | 0,14               |
| Independiente Argentina | 1.ª                 | 2015                | 33    | 4     | 0                   | 0                   | 6                          | 0                          | 39    | 4     | 0,10               |
| Independiente Argentina | 1.ª                 | 2016                | 5     | 0     | -                   | -                   | -                          | -                          | 5     | 0     | 0,00               |
| Independiente Argentina | Total club          | Total club          | 121   | 9     | 5                   | 0                   | 9                          | 0                          | 135   | 9     | 0,06               |
| Rosario Central Argentina | 1.ª                 | 2016-17             | 20    | 0     | 0                   | 0                   | -                          | -                          | 20    | 0     | 0,00               |
| Rosario Central Argentina | 1.ª                 | 2017-18             | 6     | 0     | 4                   | 0                   | -                          | -                          | 10    | 0     | 0,00               |
| Rosario Central Argentina | Total club          | Total club          | 30    | 0     | 4                   | 0                   | -                          | -                          | 30    | 0     | 0,00               |
| JEF United Japón | 2.ª                 | 2018                | 20    | 0     | -                   | -                   | -                          | -                          | 20    | 0     | 0,00               |
| JEF United Japón | Total club          | Total club          | 20    | 0     | -                   | -                   | -                          | -                          | 20    | 0     | 0,00               |
| Defensa y Justicia Argentina | 1.ª                 | 2018-19             | 0     | 0     | 0                   | 0                   | -                          | -                          | 0     | 0     | 0,00               |
| Defensa y Justicia Argentina | Total club          | Total club          | 0     | 0     | 0                   | 0                   | -                          | -                          | 0     | 0     | 0,00               |
| Central Córdoba (SdE) Argentina | 1.ª                 | 2019-20             | 15    | 0     | 3                   | 0                   | -                          | -                          | 18    | 0     | 0,00               |
| Central Córdoba (SdE) Argentina | Total club          | Total club          | 15    | 0     | 3                   | 0                   | -                          | -                          | 18    | 0     | 0,00               |
| Elche C.F. · España | 1.ª                 | 2020-21             | 0     | 0     | 3                   | 0                   | -                          | -                          | 3     | 0     | 0,00               |
| Elche C.F. · España | Total club          | Total club          | 0     | 0     | 3                   | 0                   | -                          | -                          | 3     | 0     | 0,00               |
| Panetolikos · Grecia | 1.ª                 | 2021-22             | 5     | 0     | 3                   | 0                   | -                          | -                          | 8     | 0     | 0,00               |
| Panetolikos · Grecia | Total club          | Total club          | 5     | 0     | 3                   | 0                   | -                          | -                          | 8     | 0     | 0,00               |
| Total en su carrera | Total en su carrera | Total en su carrera | 190   | 9     | 17                  | 0                   | 9                          | 0                          | 212   | 9     | 0,05               |
| (1) Incluye datos de Copa Argentina y Copa del Rey (España). (2) Incluye datos de Copa Sudamericana. (3) No incluye goles en partidos amistosos. |                     |                     |       |       |                     |                     |                            |                            |       |       |                    |

## Récords
- Único arquero de Independiente en convertir 9 goles
- Mayor cantidad de minutos sin recibir goles en la B Nacional (819 minutos)
- Mayor cantidad de minutos sin recibir goles en el profesionalismo de Independiente (819 minutos)